# Hergiswil
Hergiswil (även: Hergiswil am See) är en ort och kommun i kantonen Nidwalden, Schweiz. Orten ligger vid sjön Vierwaldstättersee. Kommunen har 6 187 invånare (2023).